# Infezione da virus Nipah
Un'infezione da virus Nipah è un'infezione virale causata dal virus Nipah (NiV).  La malattia è stata identificata per la prima volta nel 1998 durante un'epidemia in Malesia, mentre il virus è stato isolato nel 1999; prende il nome da un villaggio in Malesia, Sungai Nipah.
I sintomi dell'infezione variano da nessuno a febbre, tosse, mal di testa, respiro corto e confusione; tale stato può peggiorare e portare al coma in un giorno o due. Le complicanze possono includere encefalite e convulsioni dopo il recupero.
La gestione prevede terapie di supporto.
A maggio 2018 si stima che negli esseri umani si siano verificati circa 700 casi di virus Nipah e il 50-75% di quelli che sono stati infettati è deceduto. Nel maggio 2018, un focolaio della malattia ha provocato 17 morti nello stato indiano del Kerala.
Al 2018 non esiste un vaccino o un trattamento specifico. La prevenzione consiste nell'evitare l'esposizione a pipistrelli e maiali malati e non bere linfa di palma da dattero cruda.

## Storia ed epidemiologia

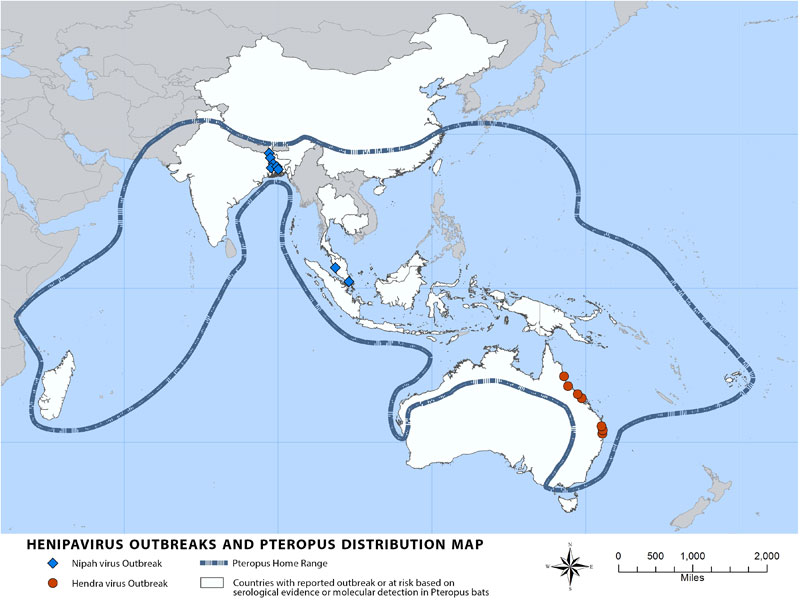
Mappa che mostra i luoghi dei focolai del virus Nipah e Hendra e l'area di diffusione dei pipistrelli Pteropus a partire al 2014

Focolai di virus Nipah sono stati segnalati in Malesia, Singapore, Bangladesh e India. La più alta mortalità per infezione da virus Nipah si è verificata in Bangladesh. In Bangladesh, le epidemie si verificano in genere nella stagione invernale. Il virus Nipah è apparso per la prima volta in Malesia nel 1998 nella Malesia peninsulare nei suini e negli allevatori di suini. A metà del 1999, in Malesia erano stati segnalati più di 265 casi umani di encefalite, inclusi 105 decessi, e 11 casi di encefalite o malattie respiratorie con un decesso sono stati segnalati a Singapore. Nel 2001, il virus Nipah è stato segnalato nel distretto di Meherpur, Bangladesh e Siliguri, India. Un focolaio è apparso nuovamente nel 2003, 2004 e 2005 nel distretto di Naogaon, distretto di Manikganj, distretto di Rajbari, distretto di Faridpur e distretto di Tangail. In Bangladesh, ci furono anche focolai negli anni successivi.

### Focolaio nel Kerala
Nel maggio 2018, è stato segnalato un focolaio nel distretto di Kozhikode del Kerala, in India. Sono stati registrati 21 decessi, incluso un operatore sanitario su un totale di 23 casi. Coloro che sono morti provenivano principalmente dai distretti di Kozhikode e Malappuram, tra cui un'infermiera di 31 anni, che stava curando pazienti infetti dal virus. L'infermiera ha ricevuto il premio Florence Nightingale nel 2019. Due degli infetti hanno recuperato completamente. Il 10 giugno 2018 l'epidemia è stata dichiarata ufficialmente conclusa.
Sempre alla fine di maggio 2019, un giovane studente è stato ammesso con sintomi di Nipah nel distretto di Ernakulam nel Kerala e il 4 giugno 2019 è stato confermato che era infetto da Nipah. Lo studente è sopravvissuto e il 23 luglio 2019 ha lasciato l'ospedale libero dalla malattia dopo quasi due mesi di trattamento.

## Eziopatogenesi

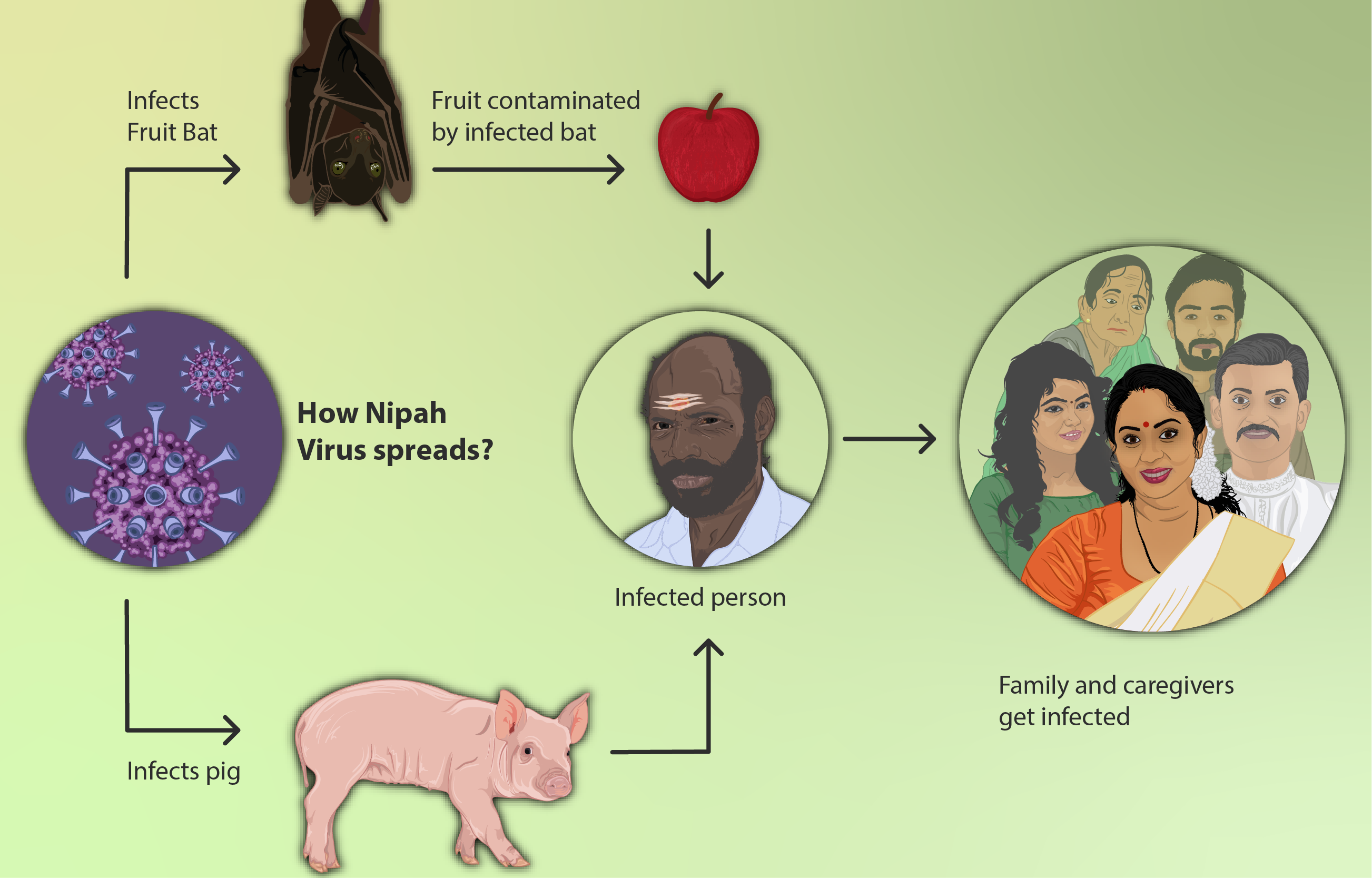
Come si diffonde il virus Nipah
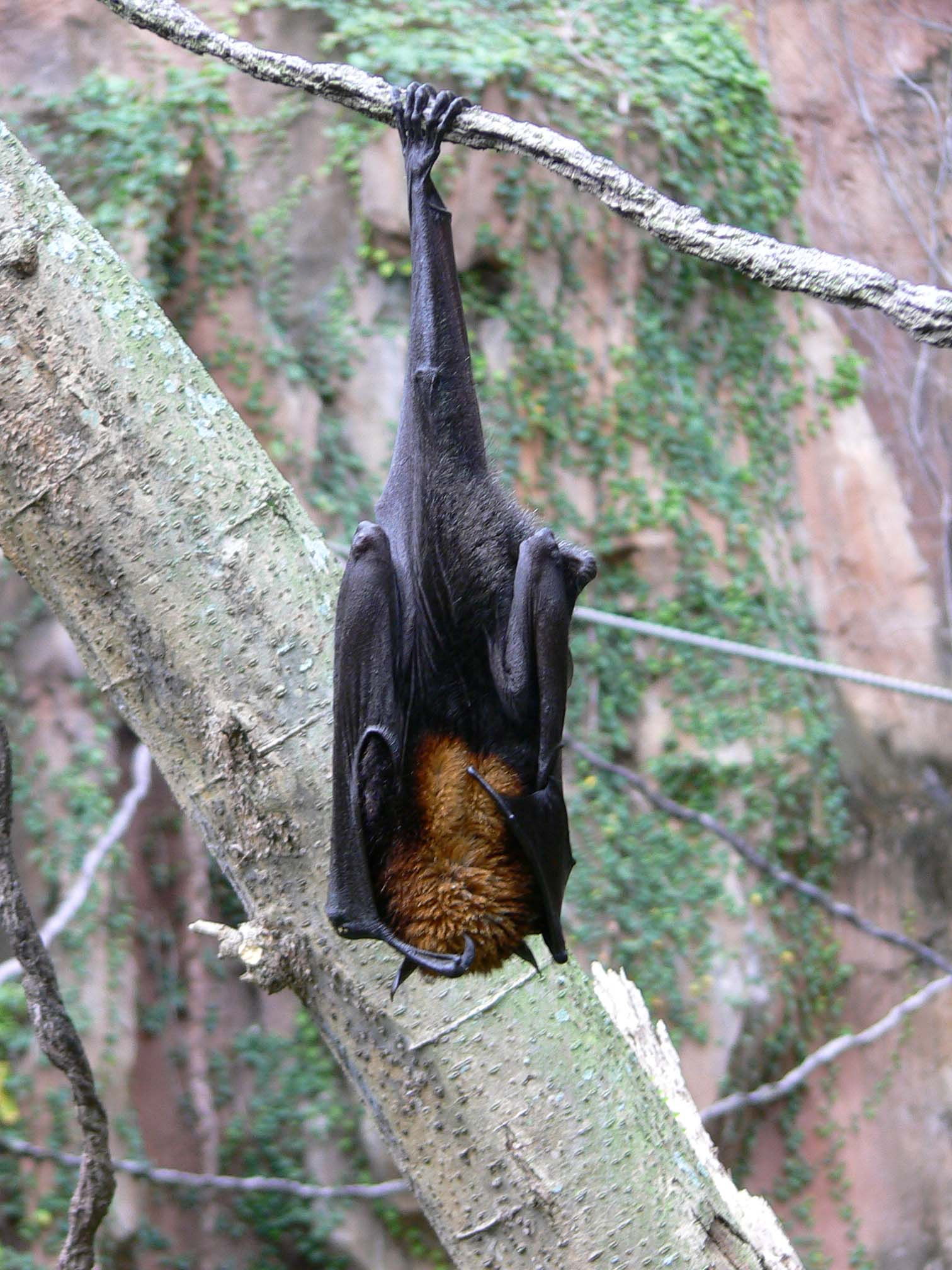
I pipistrelli della frutta sono i serbatoi naturali del virus Nipah

Il virus Nipah è un tipo di virus RNA nel genere Henipavirus.
Il virus normalmente circola tra tipi specifici di pipistrelli della frutta. Può diffondersi sia tra le persone che da altri animali alle persone. La diffusione richiede in genere il contatto diretto con una fonte infetta. Anche i suini possono essere infettati e milioni di essi sono stati uccisi dalle autorità malesi nel 1999 allo scopo di fermare la diffusione della malattia.
Il rischio di esposizione è elevato per gli operatori ospedalieri e per coloro che si occupano di quelli che sono stati infettati dal virus. In Malesia e Singapore, l'infezione da virus Nipah si è verificata in soggetti a stretto contatto con suini infetti. In Bangladesh e India, la malattia è stata collegata al consumo di linfa di palma da dattero grezza (toddy) e al consumo di frutta parzialmente consumata dai pipistrelli e all'utilizzo di acqua proveniente da pozzi abitati da pipistrelli.

## Clinica

### Segni e sintomi
I sintomi iniziano ad apparire dopo 5 – 14 giorni dall'esposizione. I sintomi iniziali sono febbre, mal di testa, sonnolenza seguiti da disorientamento e confusione mentale. Questi sintomi possono progredire fino al coma anche in sole 24 – 48 ore. L'encefalite, ovvero l'infiammazione del parenchima cerebrale, è una complicanza potenzialmente fatale dell'infezione da virus Nipah. Una malattia respiratoria può anche essere presente durante la prima parte della malattia. I pazienti con nipah che presentano difficoltà respiratorie hanno maggiori probabilità rispetto a quelli senza malattia respiratoria di trasmettere il virus, così come quelli che hanno più di 45 anni. La malattia è sospettata in soggetti sintomatici nel contesto di un'epidemia.

### Diagnostica
La diagnosi si basa sui sintomi ed è confermata da test di laboratorio.

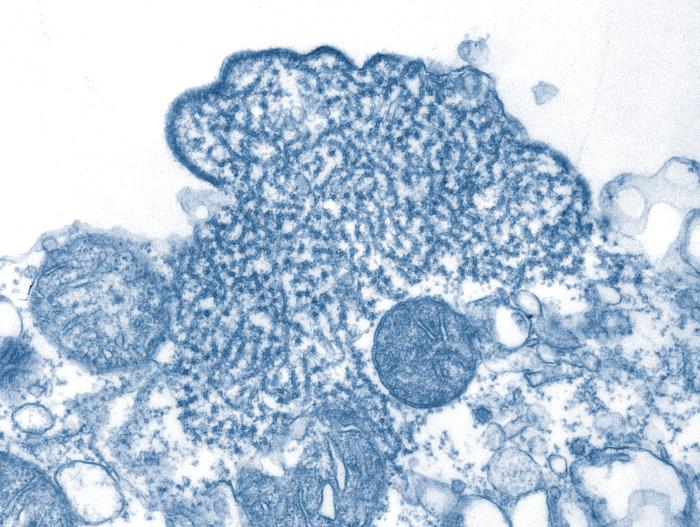
La microfotografia elettronica a trasmissione (TEM) mostra un certo numero di virioni del virus Nipah dal liquido cerebrospinale di una persona (CSF).

La diagnosi di laboratorio dell'infezione da virus Nipah viene effettuata utilizzando la reazione a catena della polimerasi trascrittasi inversa (RT-PCR) tramite tamponi faringei, liquido cerebrospinale, analisi delle urine e del sangue durante le fasi acute e la convalescenza della malattia. Il rilevamento di anticorpi IgG e IgM può essere effettuato dopo la guarigione per confermare l'infezione da virus Nipah. Anche l'immunoistochimica sui tessuti raccolti durante l'autopsia può confermare la malattia. L'RNA virale può essere isolato dalla saliva delle persone infette.

## Trattamento
Al 2021 non esiste un trattamento specifico per l'infezione da virus Nipah. Il trattamento cardine è la terapia di supporto. Si raccomandano pratiche standard di controllo delle infezioni e adeguate tecniche infermieristiche di barriera per evitare la diffusione dell'infezione da persona a persona. Tutti i casi sospetti di infezione da virus Nipah devono essere isolati. Mentre prove provvisorie supportano l'uso di ribavirina, non è stato ancora studiato nelle persone con la malattia. Anticorpi specifici sono stati anche studiati in un modello animale con potenziali benefici. Sono stati anche provati Acyclovir e favipiravir, così come il remdesivir.

## Prevenzione
La prevenzione dell'infezione da virus Nipah è importante dato che non esiste un trattamento efficace per la malattia. L'infezione può essere prevenuta evitando l'esposizione a pipistrelli in aree endemiche e a suini malati. Bere linfa di palma grezza (vino di palma) contaminata da escrementi di pipistrello, il consumo di frutta parzialmente consumata dai pipistrelli e l'uso di acqua proveniente da pozzi infestati da pipistrelli dovrebbe essere evitato. I pipistrelli sono noti per bere vino di palma che viene raccolto in contenitori aperti e occasionalmente vi urinano dentro, il che lo rende contaminato dal virus. Il passaggio a contenitori chiusi nel lato superiore impedisce la trasmissione in questo modo. La sorveglianza e la consapevolezza sono importanti per prevenire futuri focolai. L'associazione di questa malattia con il ciclo riproduttivo dei pipistrelli non è ben studiata. Le pratiche standard di controllo delle infezioni devono essere applicate per prevenire le infezioni nosocomiali. È stato scoperto che un vaccino a subunità che utilizza la proteina Hendra G produce anticorpi cross-protettivi contro l'enipavirus e il nipavirus è stato usato nelle scimmie per proteggere dal virus Hendra, sebbene il suo potenziale utilizzo nell'uomo non sia stato studiato.

## Ricerca
La ribavirina, l'anticorpo monoclonale m102.4 e il favipiravir sono in fase di studio come trattamenti nel 2019.

### Ribavirina
La ribavirina è stata studiata in un piccolo numero di persone, tuttavia al 2011 non è chiaro se sia utile o meno, ma alcune persone sono tornate alla loro vita normale dopo essere state trattate con questo medicinale. Studi in vitro e studi su animali hanno mostrato risultati contrastanti sull'efficacia della ribavirina contro NiV e Hendra, con alcuni studi che hanno mostrato un'efficace inibizione della replicazione virale nelle linee cellulari mentre alcuni studi condotti su modelli animali hanno mostrato che il trattamento con ribavirina è in grado di ritardare ma non di impedire la morte dopo un'infezione da virus NiV o Hendra.

### Immunizzazione
L'immunizzazione passiva usando un anticorpo monoclonale umano - m102.4 che prende di mira i domini per il legame recettoriale ephrin-B2 e ephrin-B3 della glicoproteina dell'enipavirus Nipah G è stata valutata nel modello del furetto come profilassi post-esposizione. Il farmaco antimalarico clorochina ha mostrato di bloccare le funzioni critiche necessarie per la maturazione del virus Nipah, sebbene non sia stato ancora osservato alcun beneficio clinico. m102.4, è stato utilizzato nelle persone in modo compassionevole in Australia ed era in fase di sviluppo preclinico nel 2013.

## Riferimenti nella cultura di massa
Nel 2019 è uscito un film dal titolo Malayalam Virus, incentrato sull'epidemia del virus Nipah avvenuta in Kerala (India) nel 2018.
Il virus immaginario MEV-1 presente nel film Contagion del 2011 è in gran parte basato sul virus Nipah.